# Llau de Bull-i-bull
La Llau de Bull-i-bull és una llau de l'antic terme d'Hortoneda de la Conca, actualment integrant del municipi de Conca de Dalt, al Pallars Jussà. Forma part del territori de l'antic poble del Mas de Vilanova.
Està situat al nord-est del Mas de Vilanova, a la partida de les Greixes per la unió de la llau Falsa i la llau des Greixes. Des d'aquest lloc davalla cap al sud-oest, passa a llevant de lo Romeral i a ponent del Serrat de la Guàrdia. Deixa el Mas de Vilanova a ponent, i s'aboca en el riu de Carreu al sud-oest de lo Riu de Vilanoveta.